# Sanktionsschere
Sanktionsschere ist im deutschen Strafprozess die schlagwortartige Bezeichnung für ein unzulässiges Vorgehen des Gerichts bei Verhandlungen über eine Verständigung im Strafverfahren. Dem Angeklagten wird, um ihn zu einem Geständnis zu veranlassen, einerseits eine Strafe für den Fall in Aussicht gestellt, dass er ein Geständnis ablegt, und andererseits eine andere, deutlich höhere Strafe für den Fall, dass er kein Geständnis ablegt. Wenn der Unterschied beider Strafen so hoch ist, dass er nicht mehr durch die strafmildernde Wirkung eines Geständnisses zu erklären ist (vom Bundesgerichtshof entschiedener Fall: Bei Geständnis zwei Jahre mit Bewährung, ohne Geständnis sechs Jahre), verstößt dies gegen § 257c StPO und § 136a StPO und führt zur Rechtswidrigkeit der so getroffenen Verständigung.